# Aristolochia sagittifolia
Aristolochia sagittifolia là một loài thực vật có hoa trong họ Aristolochiaceae. Loài này được Moç. & Sessé ex Ramirez mô tả khoa học đầu tiên năm 1904.